# Maria Lascarina
Maria Lascarina ou Maria Láscaris (Niceia, ca. 1206 — Esztergom, 16 de julho de 1270 ou 24 de junho de 1270) foi rainha da Hungria através de seu casamento.

## Relações familiares
Foi a irmã mais nova de Irene Lascarina casada com João III Ducas Vatatzes. Foi filha de Teodoro I Láscaris do Império de Niceia e da sua primeira esposa Ana Comnena Angelina, filha do imperador Aleixo III Ângelo. 
Em 1218, Maria casou com o príncipe Bela IV da Hungria, filho de André II da Hungria (cerca de 1175 — 1235) e de Gertrude de Merano. Com a morte de André II em 26 de Outubro de 1235 Bela sobe ao poder e Maria torna-se rainha consorte. 
Do seu casamento com Bela IV de Hungria teve: 